# Сердце того, что было утеряно
«Сердце того, что было утеряно» (англ. The Heart of What Was Lost) — фэнтезийный роман американского писателя Тэда Уильямса, впервые опубликованный в 2017 году. Продолжение трилогии «Память, Скорбь и Тёрн», действие которой происходит на вымышленном континенте Светлый Ард, напоминающем средневековую Европу.
Книга имела успех у читателей и была высоко оценена критиками. В частности, Джейсон Хеллер, книжный обозреватель National Public Radio, написал в своей рецензии, что в романе «теплота сочетается с мрачностью, а нежные нотки юмора — с насилием и местью. Уильямс вернулся к динамике, которая сделала „Память, Скорбь и Тёрн“ такими захватывающими». Эйдан Мохер из фэнтезийного блога Barnes&Noble назвал «Сердце…» «великолепным возвращением к эпохальному произведению эпического фэнтези».
Продолжением «Сердца…» стала трилогия «Последний король Светлого Арда» (2017—2023).